# Sanlı Sarıalioğlu
Sanlı Sarıalioğlu (* 1. Januar 1945 in Aksaray) ist ein ehemaliger türkischer Fußballspieler, -trainer und aktueller -kommentator. Durch seine langjährige und ausschließliche Tätigkeit für Beşiktaş Istanbul wird er sehr stark mit diesem Verein assoziiert. Auf Fan- und Vereinsseiten wird er als einer der bedeutendsten Spieler der Klubgeschichte aufgefasst. Mit seinen 66 Toren in 315 Erstligaeinsätzen für Beşiktaş ist er einer der Spieler die sowohl die meisten Tore als auch die meisten Süper-Lig-Einsätzen der Vereinsgeschichte aufzuweisen haben. Darüber hinaus war er lange Zeit bei Beşiktaş als Mannschaftskapitän tätig.

## Spielerkarriere

### Verein
Sarıalioğlu kam 1945 in der türkischen Provinzstadt Aksaray auf die Welt. Da sein Vater Alattin Sarıalioğlu als Gouverneur in diversen türkischen Provinzen tätig war, musste die Familie immer wieder ihren Wohnort ändern. 1959 ließ sich die Familie in Istanbul nieder und so begann Sarıalioğlu 1959 in der Jugend von Beşiktaş Istanbul mit dem Fußballspielen. Hier fiel er 1963 dem damaligen Cheftrainer Ljubiša Spajić positiv auf und wurde neben seiner Tätigkeit in den Jugendmannschaften auch am Mannschaftstraining der Profis beteiligt. Am 2. Juni 1963 spielte er während der Süper-Lig-Partie gegen Beykozspor von Anfang und gab damit sein Profidebüt.
In der nächsten Spielzeit 1963/64 übernahm der Österreicher Ernst Melchior das Traineramt und setzt von Anfang an auf den jungen Sarıalioğlu. Dieser erzielte in 25 Erstligapartien neun Tore und war damit hinter Güven Önüt mit 19 Toren der zweiterfolgreichste Schütze seines Vereins. Die Saison verpasste seine Mannschaft mit einem Punkt Abstand zu Fenerbahçe Istanbul die türkischen Meisterschaft und wurde Vizemeister. Die nachfolgende Saison wurde man erneut hinter Fenerbahçe Vizemeister. Die Saison 1965/66 beendete Sarıalioğlu mit seinem Verein als Tabellenerster und erreichte somit seine erste türkische Meisterschaft. Die nachfolgende Saison gelang die Titelverteidigung und zusätzlich der Gewinn des Türkischen Supercups.
Nach diesen zwei Meistertiteln infolge blieb Sarıalioğlu und auch sein Verein lange Zeit ohne Titel und hatte gegenüber den Stadtkonkurrenten Fenerbahçe und Galatasaray das Nachsehen. Zum Saisonende 1973/74 gelang nach sieben titellosen Spielzeiten, die  mit dem Gewinn des Türkischen Supercups und des Premierminister-Pokals wieder ein Titelgewinn verbucht. Zwar wurde man in dieser Zeit zweimal TSYD-Pokalsieger, jedoch wurde diesem Pokal kein großes Prestige zugesprochen.
Die Saison 1974/75 beendete man die Süper Lig erneut enttäuschend auf dem fünften Tabellenplatz, konnte aber das erste Mal in der Vereinshistorie den Türkischen Fußballpokal gewinnen. Nach diesem Erfolg verabschiedete sich Sarıalioğlu mit einem am 1. August 1975 gegen Fenerbahçe ausgetragenen Abschiedsspiel von der Fußballbühne.

### Nationalmannschaft
Sarıalioğlu spielte das erste Mal für die türkische Nationalmannschaften für die türkische U-18-Nationalmannschaft am 6. November 1963 bei einer Freundschaftsbegegnung gegen die israelische U-18-Nationalmannschaft.
Ein Jahr nach dieser U-18-Länderspielbegegnung wurde er im November 1964 für ein Testspiel gegen die Tunesische Nationalmannschaft in den Kader der türkischen Nationalmannschaft nominiert und bei diesem Anlass sein Länderspieldebüt. Etwa sechs Wochen später machte er dann sein zweites Spiel gegen die Bulgarische Auswahl. Die nachfolgenden drei Jahre spielte er fast ausschließlich für die türkische U-21-Nationalmannschaft. Mit dieser Mannschaft nahm er 1968 am Balkan-Cup teil, konnte aber keine Platzierung unter den ersten drei erreichen.
Ab 1967 spielte er wieder für die türkische Nationalmannschaft und nahm mit dieser am ECO-Cup teil und konnte mit seiner Mannschaft dieses Turnier gewinnen. Während dieses Turniers gelang im auch bei einer Begegnung gegen die Pakistanische Nationalmannschaft sein erstes Länderspieltor. Zwei Jahre später nahm er mit der Nationalmannschaft erneut an diesem Turnier teil und schaffte mit ihr die Titelverteidigung.
Darüber hinaus Fortan zählte er ein etwa fünf Jahre lang zu den regelmäßig eingesetzten Spielern. Er nahm mit der Nationalmannschaft noch an der Qualifikation der Fußball-Europameisterschaft 1968, Qualifikation der Fußball-Weltmeisterschaft 1970, Qualifikation der Fußball-Europameisterschaft 1972 teil, konnte sich aber mit seiner Mannschaft für keines der Mannschaften qualifizieren.
Sein letztes Länderspiel machte er am 26. November 1971 während eines Vorbereitungsspiels gegen die Schweizer Nationalmannschaft.

## Trainerkarriere
1985 betreute er für kurze Zeit den damaligen Zweitligisten Üsküdar Anadolu SK.

## Erfolge
- Beşiktaş Istanbul:
  - Süper Lig (2): 1965/66, 1966/67
  - Türkischer Pokalsieger (1): 1975
  - Türkischer Supercup (2): 1967, 1974
  - Başbakanlık Kupası (1): 1974
  - TSYD Kupası (5): 1964/65, 1965/66, 1971/72, 1972/73, 1974/75
- Türkische Nationalmannschaft:
  - ECO-Cup (2): 1967, 1969